# Andreánszky Gábor (politikus)
Liptószentandrási báró Andreánszky Gábor (Bécs, Ausztria, 1848. június 23. – Alsópetény, 1908. május 19.) antiszemita politikus, a kiváló botanikus, ifjabb Andreánszky Gábor apja.

## Életrajza
Bécsben született, ahol apja, báró Andreánszky Sándor a magyar udvari kamara tanácsánál szolgált. Tanulmányait Pozsonyban és Nagyváradon végezte. A politikával igen fiatalon kezdett el foglalkozni; alig tizenhét évesen, az 1865-ös választások során már aktív tevékenységet fejtett ki a Deák-párt színeiben.
1875. október 5-én bátyjával, Istvánnal együtt megkapta a magyar báróságot. Származása révén ugyanebben az évben főrendiházi taggá nevezték ki, de első beszédét csak 1883-ban adta elő a tiszaeszlári per kapcsán fölvetődött keresztény-zsidó házasság tervezett engedélyezése kapcsán, antiszemita nézeteket fejtve ki. Ekkoriban csatlakozott az Istóczy-féle antiszemita mozgalomhoz, illetve az abból született Országos Antiszemita Párthoz, melynek színeiben az 1884-es választásokon országgyűlési mandátumot is nyert.
Istóczy javaslatára a párt társelnöke lett Ónody Gézával. Ónody képviselte a függetlenségi vonalat (a kiegyezést eltérő mértékben, de elvetőkét), míg Andreánszky a kiegyezés pártiakat. Az Antiszemita Párt ennek ellenére rövid úton kettészakadt, majd 1892-re gyakorlatilag megszűnt. Andreánszky az 1887-es választásokon már a Mérsékelt Ellenzék színeiben mérette meg magát, de alulmaradt, azonban nem maradt ki; rövidesen a nógrádi kerületben kiírt időközi választáson ismét bejutott a parlamentbe. Az 1892-es választások alkalmával ugyanezen kerület választotta meg a közben magát Nemzeti Párttá átnevező Mérsékelt Ellenzék színeiben. Bár később is indult még, többször már nem jutott be az Országgyűlésbe.

## Családja
Szülei: édesapja báró Andreánszky Sándor, Liptó vármegye főispánja, 1862-től osztrák báró (1802-1879), édesanyja moisfalvi Gyurcsányi Anna, felvidéki nemesi család sarja.
Kétszer nősült, első felesége bártfai Glatz Matild 1883-ban özvegyen hagyta, másodszor Rudnay Lenkét vette nőül. Második feleségétől született híres fia, Andreánszky Gábor.